# 메리 우로노브

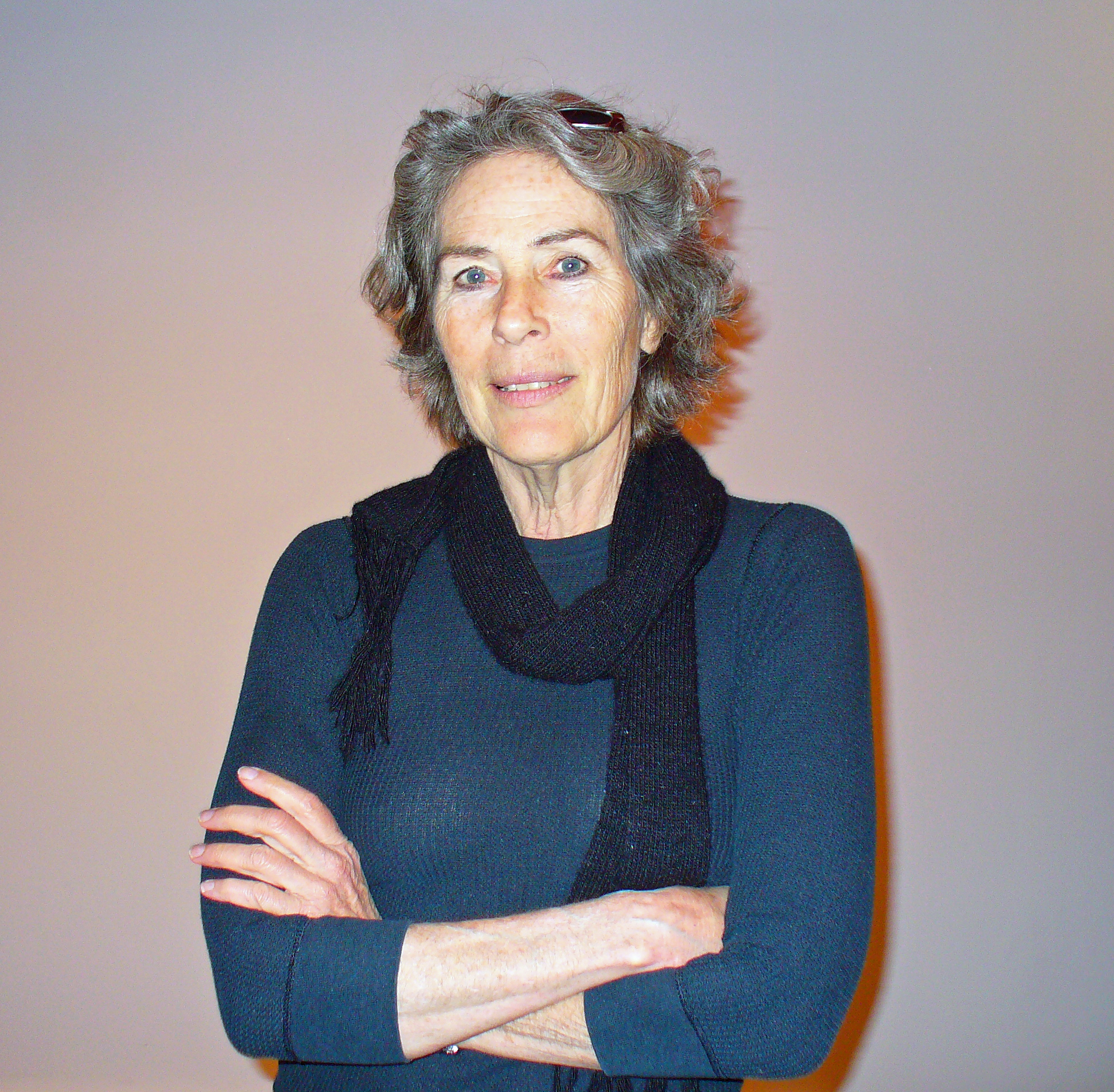

메리 워로노프(Mary Woronov, 1943년 12월 8일 ~ )는 미국의 배우, 소설가, 작가, 화가, 영화 감독, 각본가이다.
팜비치에서 태어났다.

## 작품 목록
- 로저 코만의 세계 (2011년) - 본인 역
- 하우스 오브 더 데블 (2009년) - 울만 부인 역
- 잭 스미스와 아틀란티스의 파멸 (2006년)
- 살인마 가족 2 (2005년)
- 프로그-그-그! (2004년)
- 루니 툰 - 백 인 액션 (2003년)
- 뉴 위민 (2001년) - 리사 라스트라다 역
- 엄마는 투명 인간 2 (1999년)
- 스위트 제인 (1998년)
- 스토리 오브 우먼 (1997년)
- 글로리 데이즈 (1995년)
- 넘버 원 팬 (1995년)
- 몬스터 가족 미국에 오다 (1995년)
- 로큰롤 타운 (1994년)
- 굿 걸스 돈트 (1993년)
- 그리프 (1993년)
- 장미의 표적 (1993년)
- 리빙 엔드 (1992년)
- 슬리핑 독스 (1992년)
- 악동이여 영원하라 (1991, Rock 'n' Roll High School Forever)
- 워쳐스 대습격 2 (1990년)
- 딕 트레이시 (1990년)
- 상류 사회 (1989년)
- 도박의 비결 (1989년)
- 워락 (1989년)
- 블랙 위도우 (1987년)
- 테러비전 (1986년)
- 킬보트 (1986년)
- 아들과 애인 (1985, Challenge of a Lifetime)
- 카멧 나이트 (1984년)
- 이팅 라울 (1982년)
- 엔젤 히트 (1982년)
- 하트비프 (1981년)
- 로큰롤 고등학교 (1979년)
- 레이디 (1979년)
- 상속자 (1977년)
- 헐리웃 대로 (1976년) - 메리 역
- 캐논볼 (1976년)
- 죽음의 경주 (1975년)
- 모델 스파이 작전 (1975년)
- 지옥의 여왕 (1974년)